# NCSM Magnificent (CVL 21)
Le NCSM Magnificent est un porte-avions canadien de la classe Majestic qui a servi dans la Marine royale canadienne de 1948 à 1956. Il est considéré comme le quatrième porte-avions du Canada et son deuxième depuis la fin de la Seconde Guerre mondiale.
Il fut restitué au Royaume-Uni en 1956, et y fut maintenu en réserve jusqu'à sa condamnation en 1965.

## Historique
Troisième unité de la classe Majestic, le HMS Magnificent (36) est lancé en novembre 1944 et mis en service par la Royal Navy. Il est acquis peu après par le Canada sous forme de location-achat pour remplacer le NCSM Warrior (alors en service dans la MRC). Servant dans la flotte de l’Atlantique, il y assume de nombreux rôles, notamment en lutte anti-sous-marine. 
Le 20 mars 1949, durant des manœuvres de la flotte dans les Caraïbes, trente-deux équipiers de pont d'envol refusent brièvement de rejoindre leurs postes de travail pour protester contre certains griefs (ce qui sera plus tard appelé « les mutineries de 1949 »). Le commandant agit avec tact et finesse pour dénouer la situation et prend soin d'éviter le terme de « mutinerie » lui préférant celui d'« incident », afin d'épargner aux protagonistes les conséquences disciplinaires très graves de cet acte de protestation.
À peu près au même moment des incidents du même genre s'étaient produits sur d'autres bâtiments de la MRC en Chine et au Mexique.
En septembre 1951, le Magnificent embarque à Norfolk (Virginie) une partie de la 1re Escadre de chasseurs dont l'escadron 410 de la RCAF sur son pont, soit 48 chasseurs à réaction Canadair Sabre, pour les convoyer jusqu'en Europe où ils seront déployés.

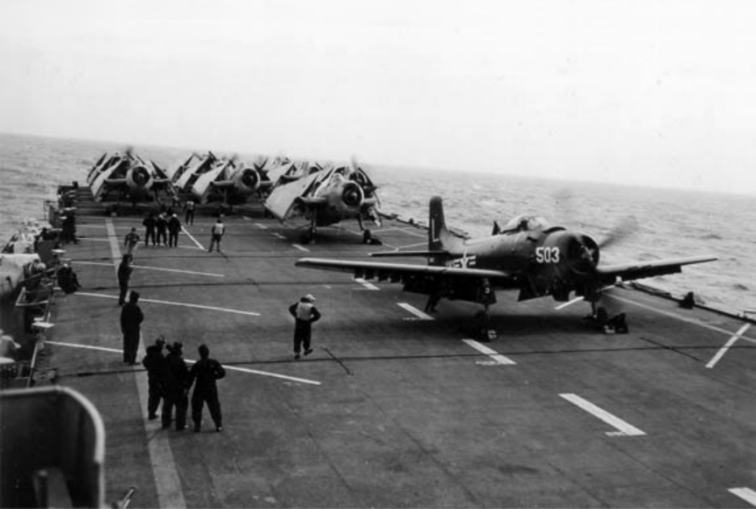
Un AD-4B Skyraider sur le Magnificent à la suite du « Mariner Miracle »

Un épisode de la carrière du Magnificent aurait pu tourner au drame le 23 septembre 1953, lors de l'exercice « Mariner ». Alors que les porte-avions USS Wasp, USS Bennington et le NCSM Magnificent mettent en l'air 42 avions pour une phase de l’exercice, un épais brouillard tombe peu après leur lancement, ce qui interdit tout retour sur leur porte-avions respectif. Alors que tout semble perdu la brume se lève, aussi vite qu'elle était tombée, et les avions, presque à court de carburant, se ruent vers les porte-avions, sans privilégier son bord d'appartenance ; et heureusement tous les pilotes rentrent sains et saufs par la suite sur leur porte-avions désigné. L'événement sera surnommé le « Mariner Miracle ».

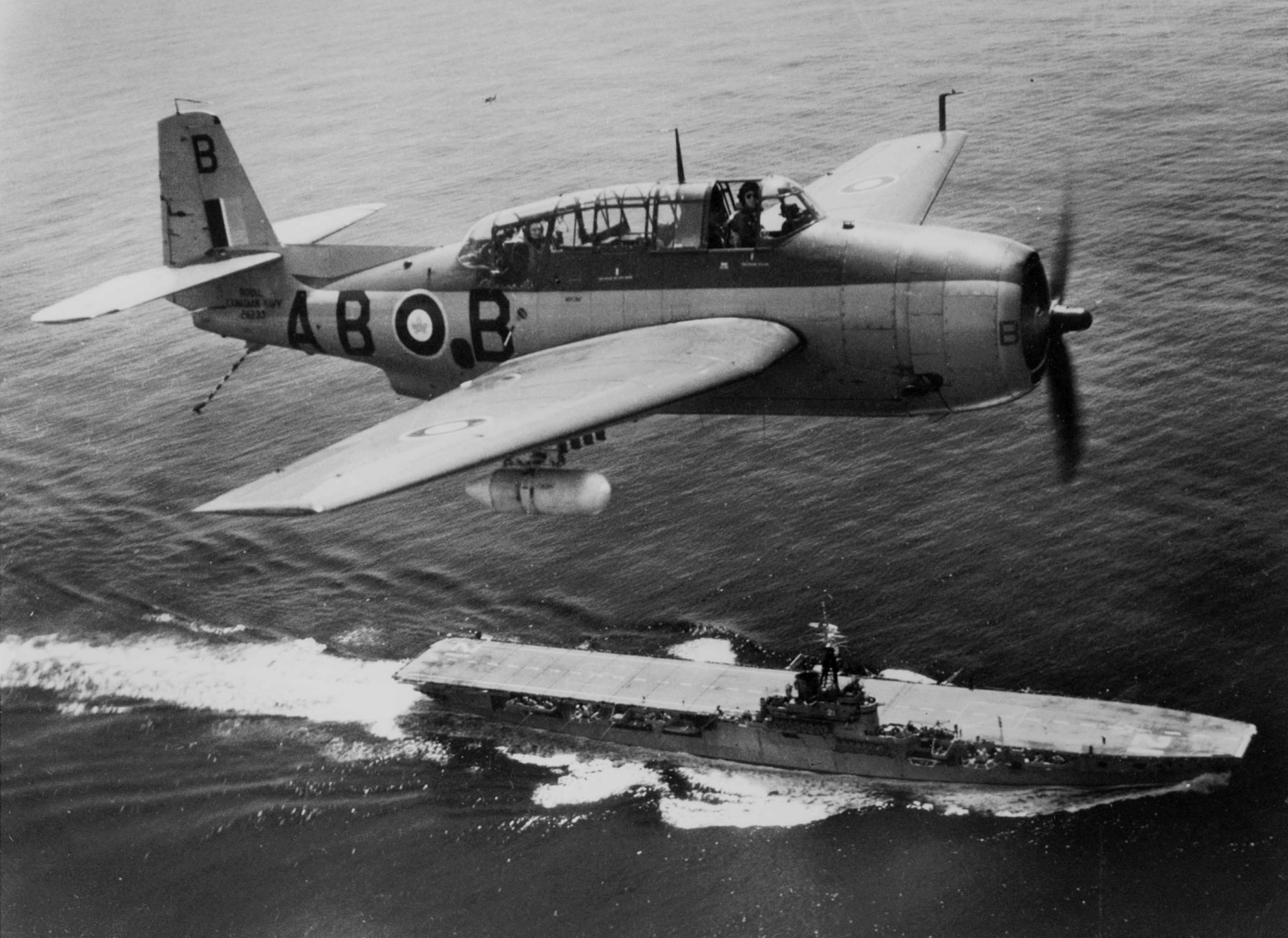
Un TBM-3 Avenger du Magnificent en vol au-dessus de ce dernier

Peu avant la fin de sa carrière le CVL-21 intervient lors de la crise du canal de Suez en 1956. En effet le ministre canadien des affaires extérieures de l'époque, Lester B. Pearson influence l'Assemblée générale des Nations unies pour prendre des résolutions prévoyant l'intervention des Forces d'urgence des Nations unies à partir du 15 novembre 1956, en remplacement des forces franco-britanniques, dans le but de restaurer la paix. 

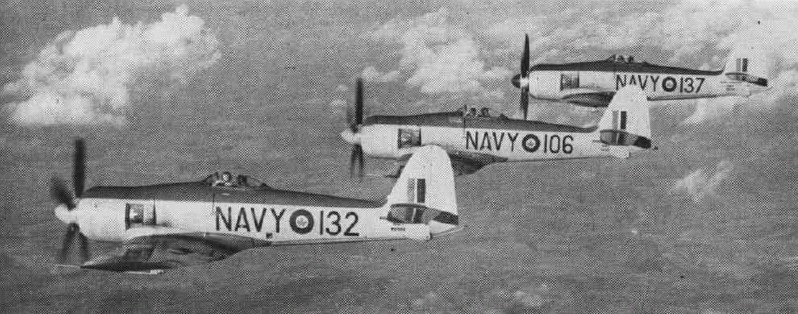
Trois Hawker Sea Fury du Magnificent en vol

M. Pearson recevra d'ailleurs le prix Nobel de la paix pour son initiative à déployer une force onusienne neutre entre les parties belligérantes ainsi que pour avoir joué un rôle capital dans le retour de la paix. Dès que la résolution est adoptée le Magnificent est requis pour transporter les Forces canadiennes de Maintien de la Paix, embarquant ainsi dans son hangar et sur son pont d'envol les véhicules et les hommes de l'ONU jusqu'en Égypte.
Vers la fin de 1956 le Magnificent est déclassé de la MRC mais sert encore quelques mois en 1957 comme transport entre le Canada et ses bases en Europe avant d'être finalement restitué à la Royal Navy à la mi-57. Il est alors remplacé par le NCSM Bonaventure plus moderne et désormais adapté à l'ère du « jet », grâce aux innovations récentes. Le Magnificent est aussitôt mis est réserve par la Royal Navy, et jusqu'en juillet 1965, date à laquelle il est démoli à Faslane.

## Engagements
- Crise du canal de Suez (1956)

## Galerie

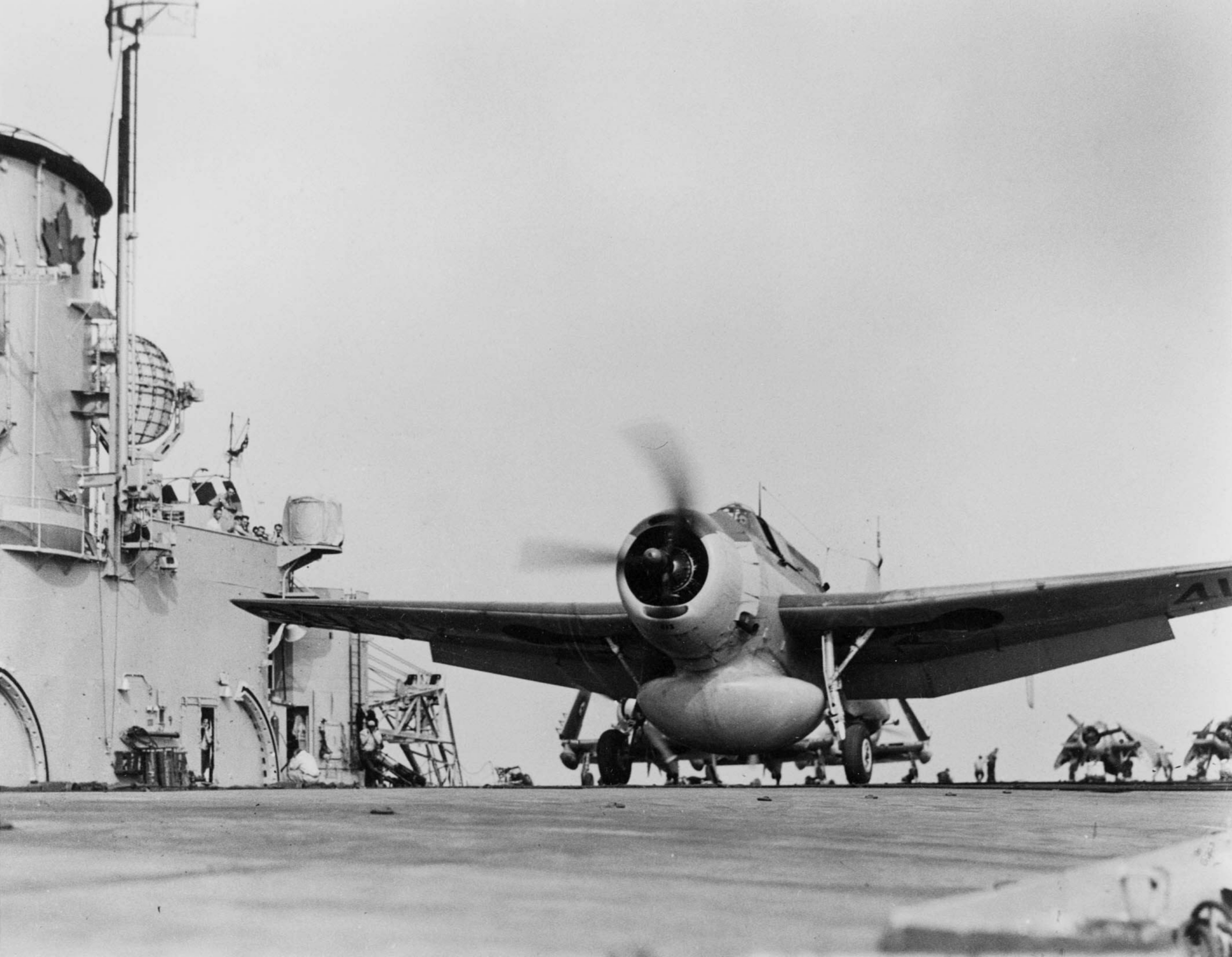
Grumman TBM-3W de détection au décollage sur le pont en 1953.
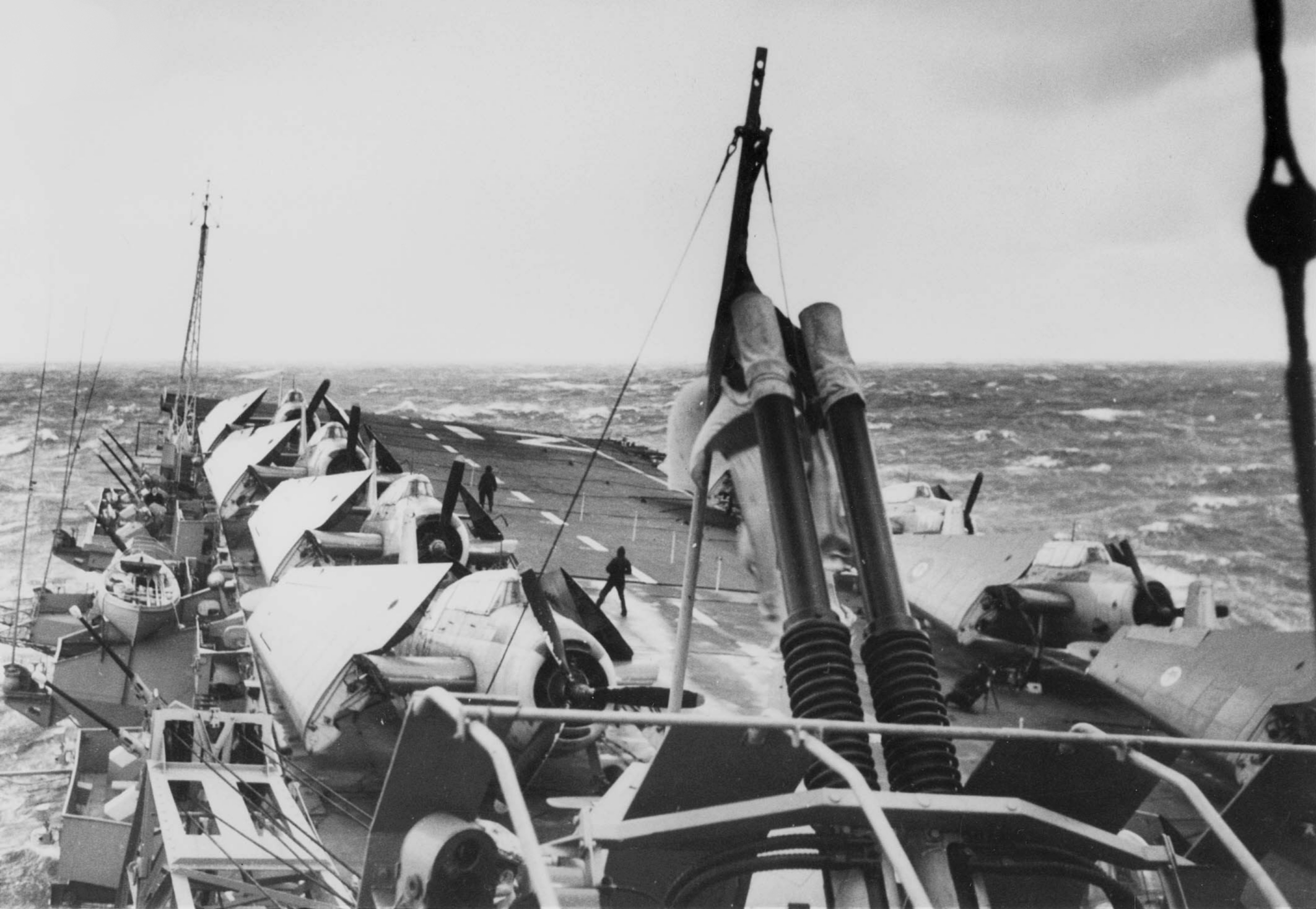
Avenger stationnés sur le pont en 1953.
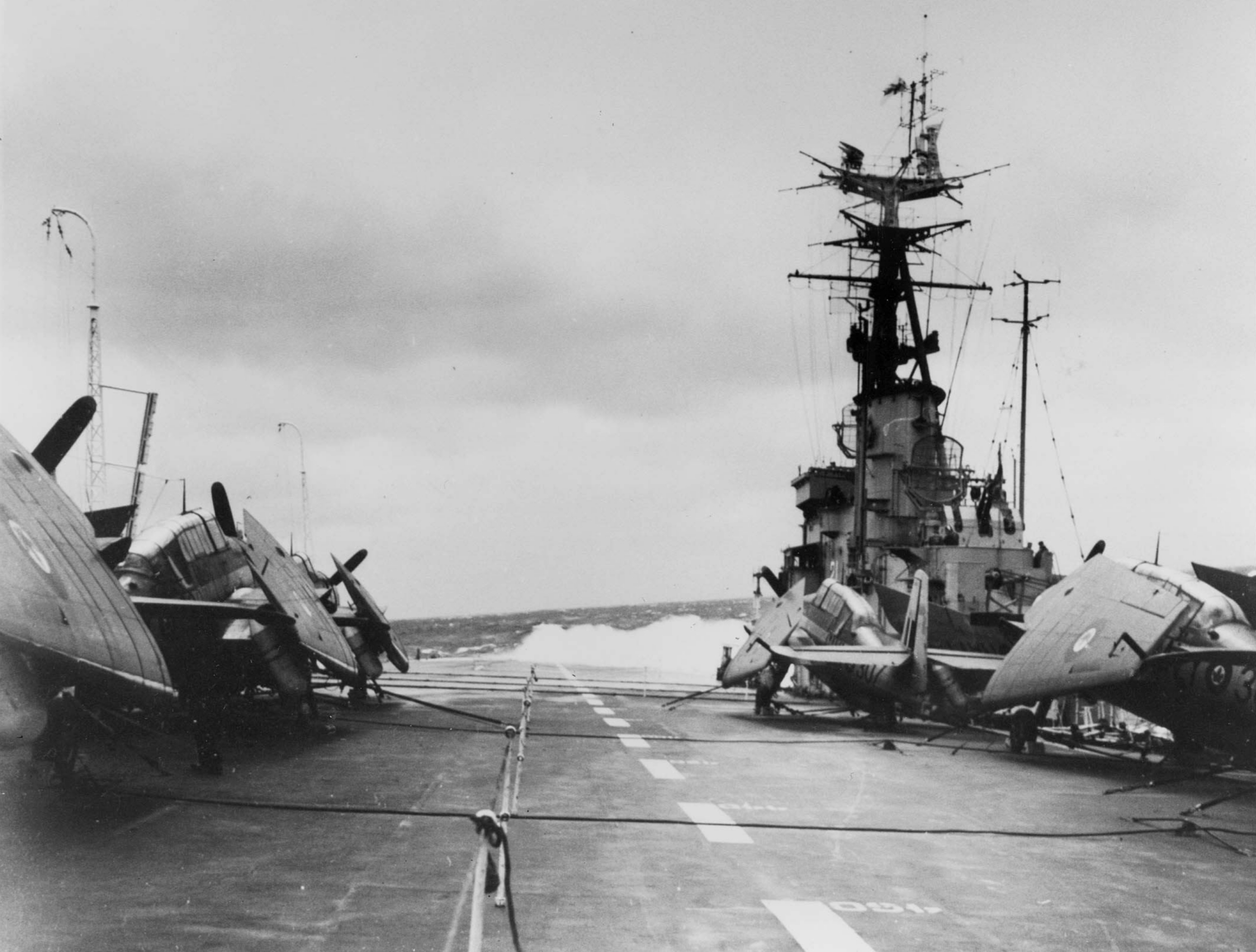
Avenger stationnés sur le pont en 1953.
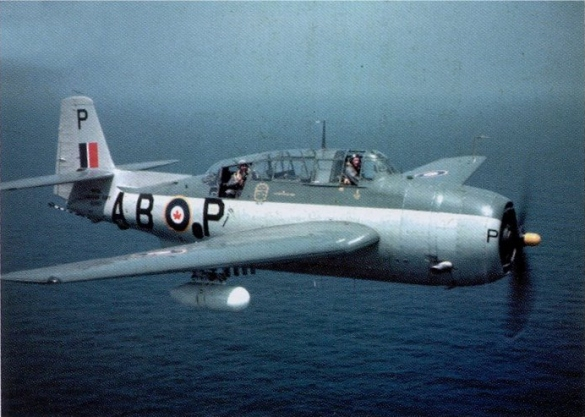
Grumman Avenger AS Mk. 3M de l'escadron 881 du Magnificent en 1952.

## Sources
- http://www.aviation.technomuses.ca/assets/pdf/e_AircraftCarriers.PDF